# Cisseps discopuncta
Cisseps discopuncta là một loài bướm đêm thuộc phân họ Arctiinae, họ Erebidae.